# Ribes speciosum
Ribes speciosum är en ripsväxtart som beskrevs av Frederick Traugott Pursh. Ribes speciosum ingår i släktet ripsar, och familjen ripsväxter. Inga underarter finns listade i Catalogue of Life.

## Bildgalleri

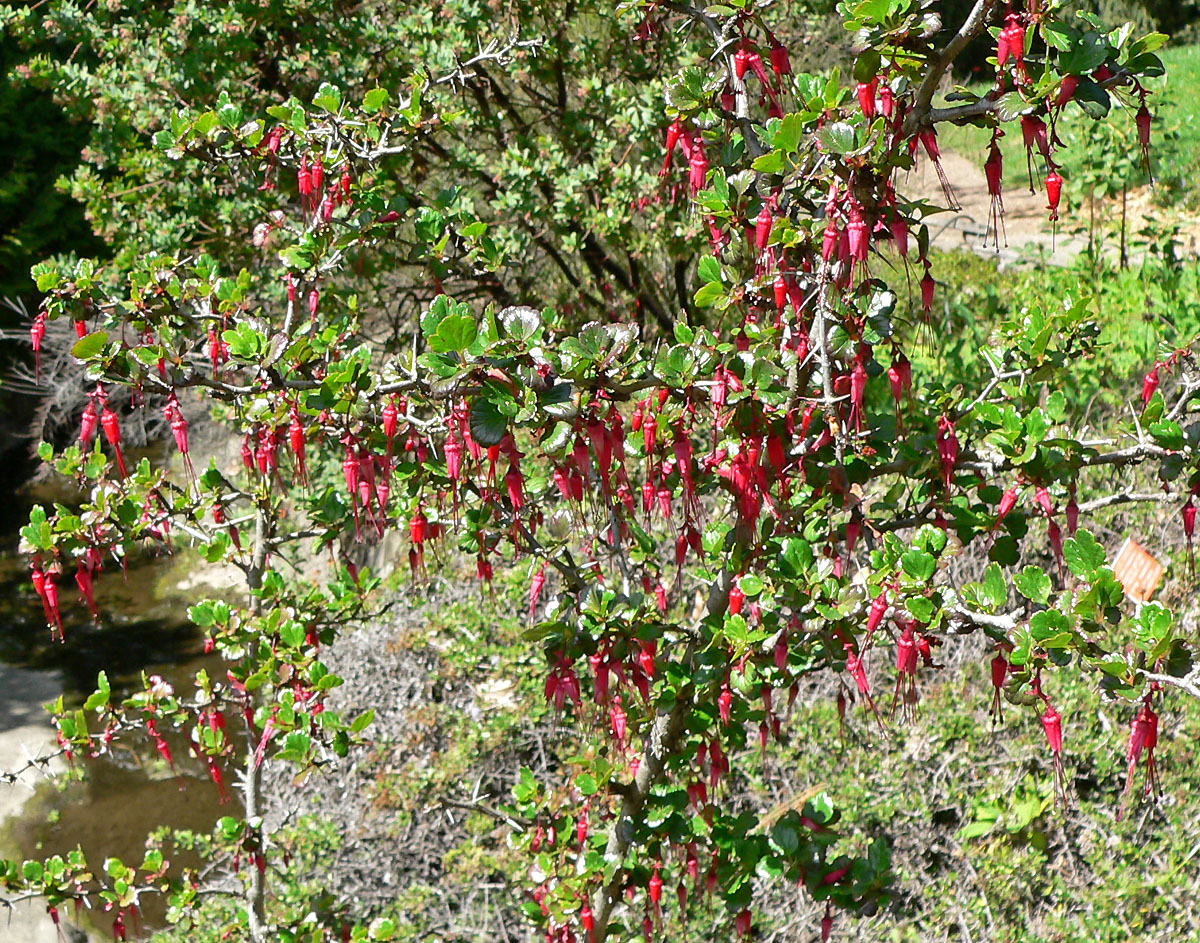
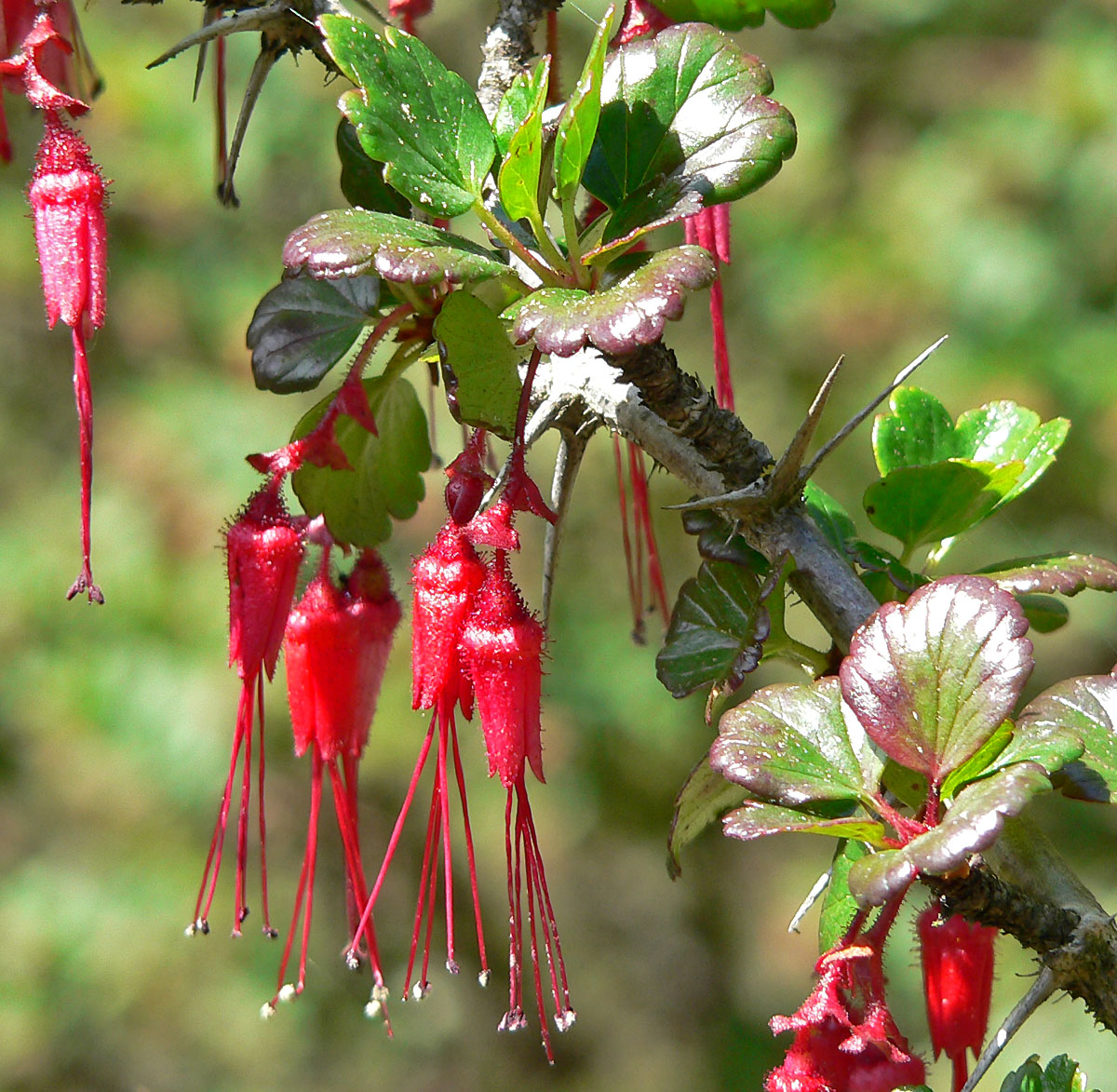
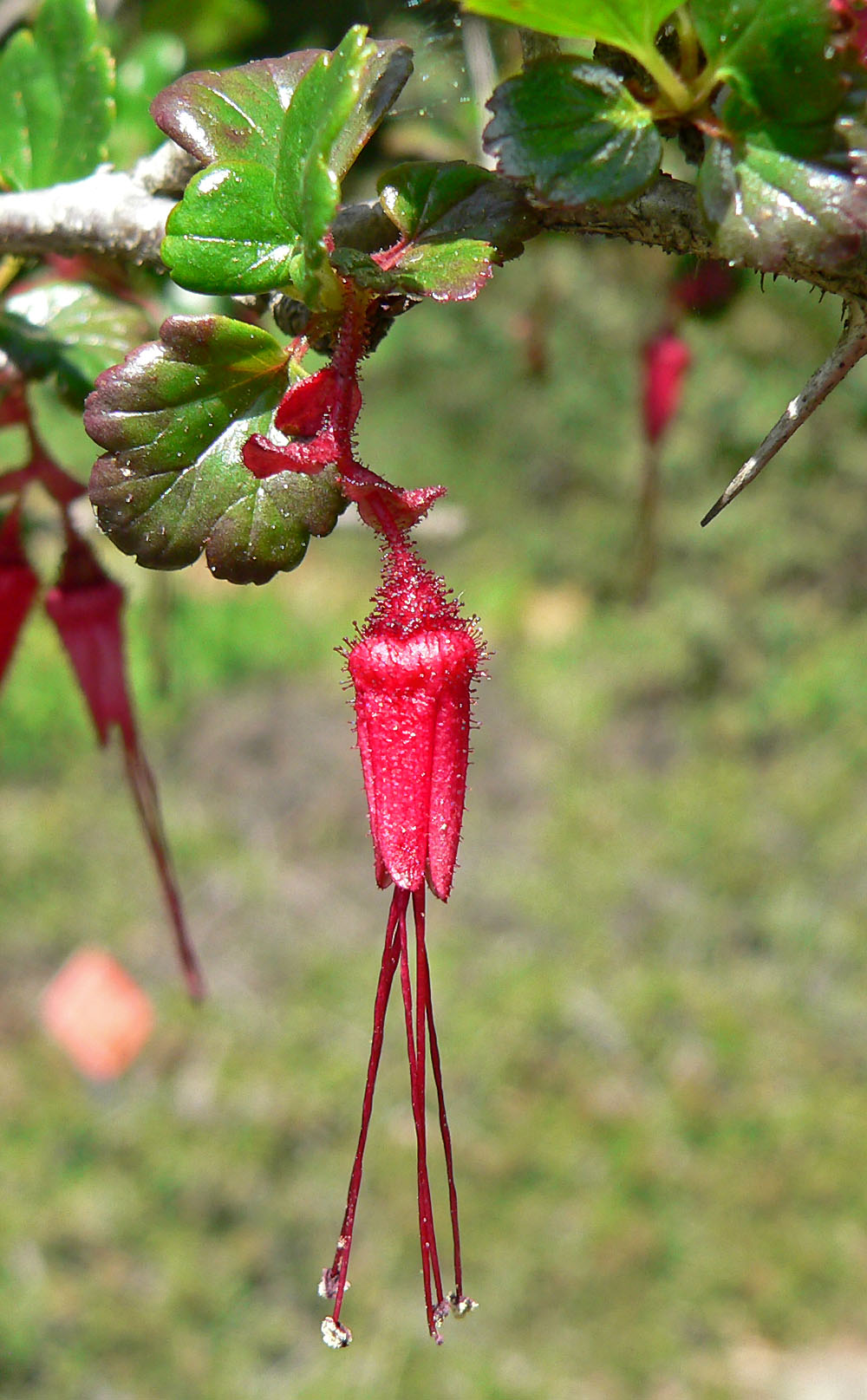